# Йоан Кантакузин (кесар)
Йоан Кантакузин (на гръцки: Ίωάννης Καντακουζηνός) е византийски аристократ и военачалник от втората половина на XII век, ранен представител на фамилията Кантакузини, който бил зет по сестра на византийския император Исак II Ангел. Съвременникът му Никита Хониат го описва като смел, дързък и опитен войник, но често подвеждан от своята глупост и самонадеяност.

## Биография
Йоан Кантакузин е една от жертвите на терора, отприщен през 1183 г. от узурпатора Андроник I Комнин, който го ослепил, макар и вероятно не напълно, след което го хвърлил в тъмница, защото нападнал придворен евнух, който обвинил за бедствията, сполетели империята, бездарното управление на предшественика на Андроник – неговия непълнолетен племенник Алексий II Комнин (1180 – 1183 г.). Доналд Никол твърди, че Йоан Кантакузин е бил привърженик на рода на Ангелите и е получил наградата си, когато Исак II Ангел се възцарява през 1185 г.: новият император го издигнал в кесарски ранг и през 1186 г. го назначил да командва експедицията срещу българите, които малко преди това се били разбунтували срещу византийското владичество и възстановили Българското царство. Въстаниците не се противопоставили на византийците на открито, а вместо това се оттеглили в планинската си крепост. Йоан ги последвал там, но поради прекалената си самоувереност пропуснал да укрепи лагера си и позволил той да бъде обкръжен, претърпявайки унизително поражение. Неговите кесарски одежди са пленени и дори били навлечени от българските първенци Петър и Асен. След този провал Йоан е освободен от командването и е заменен с Алексий Врана.
Йоан Кантакузин е женен за Ирина Ангелина, дъщеря на Андроник Дука Ангел и сестра на императорите Исак II и Алексий III Ангел. Бракът им първоначално е бил забранен от константинополския патриарх Лука Хризоверг и тогавашния император Мануил I Комнин, тъй като между Йоан и Ирина съществувала седма степен на кръвно родство. Въпреки това, през 1185/86 г., след като Исак Ангел идва на власт, църковен синод низвергва патриарх Василий II Каматир – назначен от Андроник I, – а новият патриарх Никита Мунтан дал одобрението си за брака им. Изглежда, че двамата са имали син, който е бил изтъкван като възможен кандидат за трона по време на болеедуването на Алексий III. Родителите на Йоан Кантакузин не са известни, но той може да е бил брат на Теодор Кантакузин (починал през 1184 г.), за когото Никита Хониат твърди, че е бил убит, помагайки на Исак Ангел да защити град Никея срещу Андроник I Комнин.

## Цитирана литература
- Brand, Charles M. (1968). Byzantium Confronts the West, 1180–1204. Cambridge, Massachusetts: Harvard University Press, OCLC 795121713, https://hdl.handle.net/2027/heb.02893
- ((en)) Nicol, Donald M. (1968). The Byzantine Family of Kantakouzenos (Cantacuzenus), ca. 1100 – 1460: A Genealogical and Prosopographical Study, Dumbarton Oaks studies 11. Washington, DC: Dumbarton Oaks Center for Byzantine Studies, OCLC 390843

|  | Тази страница частично или изцяло представлява превод на страницата John Kantakouzenos (caesar) в Уикипедия на английски. Оригиналният текст, както и този превод, са защитени от Лиценза „Криейтив Комънс – Признание – Споделяне на споделеното“, а за съдържание, създадено преди юни 2009 година – от Лиценза за свободна документация на ГНУ. Прегледайте историята на редакциите на оригиналната страница, както и на преводната страница, за да видите списъка на съавторите. ВАЖНО: Този шаблон се отнася единствено до авторските права върху съдържанието на статията. Добавянето му не отменя изискването да се посочват конкретни източници на твърденията, които да бъдат благонадеждни. |